# Arión

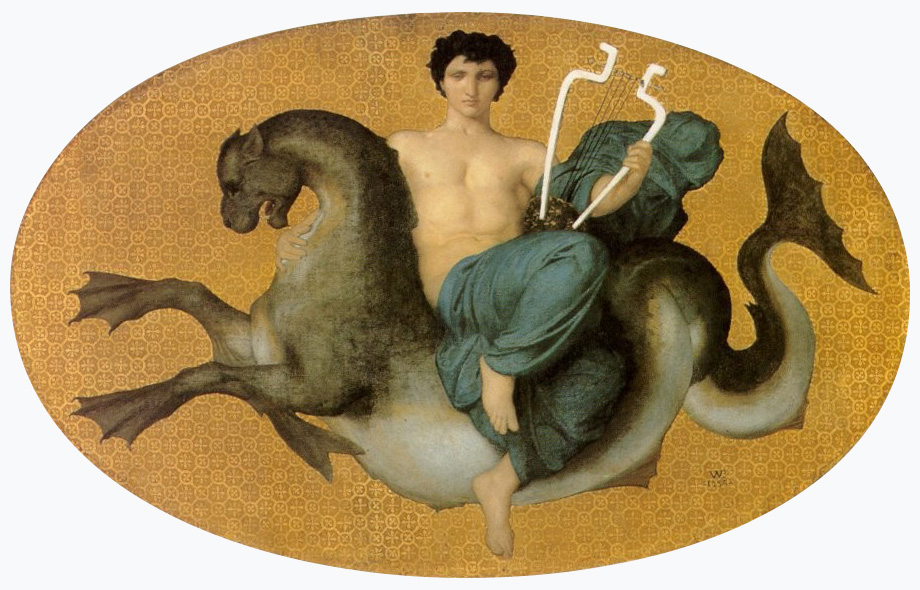
Arion na mořském koni, autorem obrazu je William-Adolphe Bouguereau (1855)

Arión, jinak též Arión z Méthymny na Lesbu, byl legendární básník a pěvec starověkého Řecka.
Žil v Korintu u Periandra a živil se jako zpěvák s doprovodem kithary. Jeho dílo se nedochovalo. V jeho vystoupení se satyrským sborem spatřoval Aristoteles počátky tragédie.
Často bývá zobrazován na hřbetě delfína. Ten podle pověsti básníka zachránil, když se vracel po moři z cest, před posádkou, která se ho chystala oloupit a zavraždit. Arión sám skočil do moře a zde ho vzal na hřbet delfín, který byl přiváben jeho hudbou, a bezpečně ho dopravil na břeh. Vděčný básník dal na místě, kde vystoupil z moře, postavit na památku pomník.
V Rusku vychází poetický časopis Arion, který nese jméno tohoto básníka.
V Olomouci byla v roce 2002 před radnicí dokončena Arionova kašna, která doplnila koncept barokních kašen spjatých mytologickými náměty.